# ロットフレーノの戦い
ロットフレーノの戦い（ロットフレーノのたたかい、伊: Battaglia di Rottofreno）、またはロットフレッドの戦い（ロットフレッドのたたかい、伊: Battaglia di Rottofreddo）は、オーストリア継承戦争中の1746年8月10日、ミラノ公国のロットフレーノにおいてフランス軍とオーストリア軍の間で戦われた戦闘。マイユボワ侯爵率いるフランス軍はオーストリア軍の攻撃を撃退したが、戦闘の後には撤退した。

## 経過
ピアチェンツァの戦いで敗北したフランス＝スペイン連合軍はポー川を渡って撤退した。オーストリア軍の指揮官アントニオット・ボッタ・アドルノはそれを防ぐべく、セルベローニ伯爵（Serbelloni）率いる前衛部隊を派遣して攻撃を仕掛けた。連合軍は荷物がティドネ川の対岸に輸送されるまでロットフレーノを守ったが、オーストリア本軍を前に敗れた。オーストリアのベレンクラウ元帥（Bärenklau）は南からカステル・サン・ジョヴァンニにあるフランスの本軍の側面を攻撃しようとしたが、マスケット銃の銃撃を受けて戦死した。連合軍は戦列を維持したが、やがてトルトーナへの撤退を決定した。その後、ピアチェンツァはオーストリアのナーダシュディ将軍に降伏したが、オーストリアによるピアチェンツァ全体への侵攻は失敗した。いずれにせよ、オーストリアはイタリアの確保に成功した。